# Myrceugenia lanceolata
Myrceugenia lanceolata, arrayancillo o ñipa, es una especie de arbusto de la familia Myrceugenia. Esta especie es endémica de Chile y se la puede encontrar desde Valparaíso a Malleco.
Este arbusto puede llegar a crecer hasta los 3 metros. Posee flores de color blanco con 4 pétalos. El fruto es una baya globosa roja-amarillenta de 7 a 10 mm de diámetro con 2 a 8 semillas en su interior con un tamaño que varía de los 3 a los 5 mm aproximados.